# Rapsodia sobre un tema de Paganini
La Rapsodia sobre un tema de Paganini (Rapsodiya na temu Paganini) en La menor, op. 43, es una obra concertante, de entre 20 y 25 minutos de duración, compuesta por Serguéi Rajmáninov. Fue escrita para piano y orquesta, en un estilo similar al del concierto para piano. La partitura incluye una anotación que dice que se escribió en la Villa Senar, entre el 3 de julio y el 18 de agosto de 1934. Rajmáninov, notable intérprete de sus propias obras, participó en el estreno junto a la Orquesta de Filadelfia, dirigidos por Leopold Stokowski, el 7 de noviembre de 1934, en la Lyric Opera House de Baltimore, Maryland.
La pieza es un conjunto de 24 variaciones sobre el último de los 24 caprichos para violín solo de Niccolò Paganini. Aunque no tiene interrupciones, se pueden destacar tres secciones, que corresponderían a la distribución de un concierto para piano clásico: el primer movimiento abarca hasta la variación 10; el segundo, entre las 11 y 18, y el final, las demás.

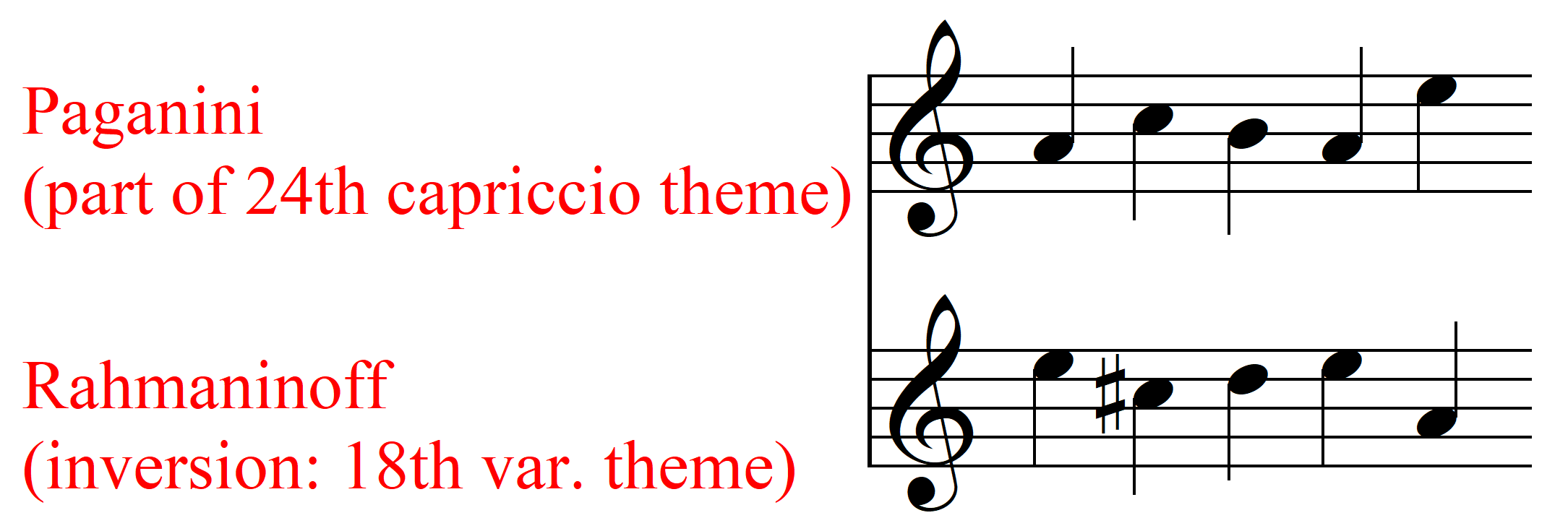
Inversión de la melodía

## En el cine
La parte más destacada de la obra ha sido la variación XVIII, que es una inversión del tema original de Paganini. Ha sido usada en la banda sonora de varias películas, entre otras:
- El Peñón de las Ánimas (1942)
- The Story of Three Loves (1953)
- Rhapsody (1954)
- Pide al tiempo que vuelva (1980)
- Dead Again (1991)
- Groundhog Day (1993)
- Sabrina (1995)
- Ronin (1998)

El coreógrafo Michel Fokine trabajó con Rajmáninov para crear el ballet Paganini, usando la partitura de la obra. Fue estrenado en 1939 por el Royal Ballet, en el Royal Opera House de Londres.

## Estructura
Las variaciones se estructuran de la siguiente forma:
- Introducción: Allegro vivace - variación I (Precedente)
- Tema: L'istesso tempo
- Variación II: L'istesso tempo
- Variación III: L'istesso tempo
- Variación IV: Più vivo
- Variación V: Tempo precedente
- Variación VI: L'istesso tempo
- Variación VII: Meno mosso, a tempo moderato
- Variación VIII: Tempo I
- Variación IX: L'istesso tempo
- Variación X: L'istesso tempo
- Variación XI: Moderato
- Variación XII: Tempo di minuetto
- Variación XIII: Allegro
- Variación XIV: L'istesso tempo
- Variación XV: Più vivo scherzando
- Variación XVI: Allegretto
- Variación XVII: Allegretto
- Variación XVIII: Andante cantabile
- Variación XIX: A tempo vivace
- Variación XX: Un poco più vivo
- Variación XXI: Un poco più vivo
- Variación XXII: Un poco più vivo (Alla breve)
- Variación XXIII: L'istesso tempo
- Variación XXIV: A tempo un poco meno mosso